# Cratere Jackson
Jackson è un cratere lunare di 71,38 km situato nella parte nord-orientale della faccia nascosta della Luna, a sudovest del cratere Mineur e a nord-nordest del cratere McMath.
Il cratere è situato al centro di un ampio sistema di raggi. Un lembo di materiale a più alta albedo ricopre la superficie entro il diametro del cratere, con una fascia leggermente più scura lungo i bastioni esterni. Oltre quel raggio, i raggi formano ampie sezioni che si espandono sempre più diffuse e a ciuffi con la distanza. Le sezioni più vaste si trovano approssimativamente su archi di 90° a nordest e a sudovest, mentre un arco più ristretto si proietta verso sud-sudest. I raggi proseguono per centinaia di chilometri attraverso la superficie.
Il margine del cratere è ben definito e non consumato in modo significativo. Il bordo ha una forma all'incirca poligonale, con la parte sudorientale più arrotondata. Le pareti interne mostrano alcuni terrazzamenti. La superficie interna è generalmente livellata, con alcune irregolarità nella zona nordorientale; qualche porzione di terreno presenta un'albedo relativamente alta.
Il cratere è dedicato all'astronomo scozzese John Jackson.

## Crateri correlati
Alcuni crateri minori situati in prossimità di Jackson sono convenzionalmente identificati, sulle mappe lunari, attraverso una lettera associata al nome.
| Jackson | Coordinate             | Diametro (in km) |
| ------- | ---------------------- | ---------------- |
| Q       | 20°49′48″N 165°09′00″W | 13,17            |
| X       | 24°53′24″N 164°40′48″W | 16,8             |